# Підлісно-Тавлинське сільське поселення
Підлі́сно-Та́влинське сільське поселення (рос. Подлесно-Тавлинское сельское поселение) — муніципальне утворення у складі Кочкуровського району Мордовії, Росія. Адміністративний центр та єдиний населений пункт — село Підлісна Тавла.

## Населення
Населення — 573 особи (2019, 608 у 2010, 702 у 2002).